# Ateleute rectinervis
Ateleute rectinervis là một loài tò vò trong họ Ichneumonidae.